# أوليفر دبليو. ديلارد
أوليفر دبليو. ديلارد (بالإنجليزية: Oliver W. Dillard)‏ هو عسكري أمريكي، ولد في 28 سبتمبر 1926 في مارغاريت في الولايات المتحدة، وتوفي في 16 يونيو 2015 في Canton, Michigan ‏ في الولايات المتحدة.